# Antonio Cillero
Antonio Cillero Ulecia (Navarrete, La Rioja, 13 de junio de 1917 - Logroño 16 de enero de 2007), fue un escritor español de amplia y variada obra que abarcó los géneros del ensayo, la poesía, la novela y, sobre todo, el teatro. Autor de unas 250 obras literarias, a su muerte fue considerado el "patriarca de las Letras riojanas".

## Biografía
La literatura, y especialmente el teatro, fue el núcleo vital de Antonio Cillero. Estrenó su primera obra en 1940 y en 1942 ya pertenecía a la Sociedad General de Autores de España. 
Entre 1943 y 1948, las compañías de teatro de Antonio Navarro, Guzmán-Franco y Ernesto Gómez, representaban obras suyas, como Con ese hombre no me caso, El señorito y Como una madre, además de otras empresas teatrales.
En 1949, sale de España, con parte de su familia, con rumbo a Buenos Aires. Allí estrena, entre otras, las obras El Bobalicón, El pan del año y Tierra sedienta.
En 1965, regresa a España. Estrena, en el Ateneo de Madrid, Confesión pública, monólogo satírico en dos actos, obra que será representada en varios países iberoamericanos. En 1969, vuelve a estrenar en Madrid La gran mascarada.
En 1970 promovió la declaración de Navarrete como Conjunto Histórico-Artístico, siendo el primer municipio de La Rioja en lograr esta distinción.
El año 1973, publica dos libros de poemas Mi sentir y mi canción y El llanto de las fuentes. En 1975, edita el ensayo Una cuenca desconocida. El Najerilla, homenajeando a su tierra riojana.
En 1998 donó su legado artístico a la Universidad de La Rioja, compuesto por diez obras de arte, 2.880 volúmenes bibliográficos así como útiles líticos, huesos, cerámicas, fósiles, monedas y billetes de diversa procedencia. En reconocimiento, la Universidad de La Rioja le otorgó en 2007 la Medalla al Mecenazgo.
En 2017, sus herederos donaron 45 manuscritos de las obras de Antonio Cillero Ulecia a la Universidad de La Rioja con el fin de "hacerlas accesibles a los estudiantes e investigadores que deseen profundizar en su obra" y se organizó un acto conmemorativo del centenario de su nacimiento.
En 2021, el Ayuntamiento de Navarrete y Editorial Buscarini han promovido la reedición de su novela 'Pascasio y Vinagre' como testimonio de «recuerdo, admiración y gratitud» con motivo del 50.º aniversario de la declaración de la villa como Conjunto Histórico-Artístico.
Ese mismo año, Editorial Buscarini publicó 'Logroño no se rinde', una obra de teatro ambientada en el Sitio de Logroño, que se conmemora anualmente en las fiestas de San Bernabé tras la victoria contra las tropas franconavarras en 1521; y que se considera la primera obra literaria sobre este suceso histórico.

## Premios y reconocimientos

### Galardones
Entre otros:
- 2007 Medalla al Mecenazgo de la Universidad de La Rioja

### Premios
Entre otros:
- 1995 Finalista Premio Nadal
- 1972 Finalista Premio Alfaguara.[2]
- 1969 Finalista del Premio Lope de Vega[1]

### Reconocimientos
Entre otros:
- Miembro de la Sociedad Argentina de Escritores,  del Club de las Letras, de la Sociedad Iberoamericana de Escritores y del Instituto Argentino Hispánico.
- Miembro de la Real Academia Hispano Americana y de la Real Academia Burgense de Historia y Bellas Artes.[3]

## Obra

### Teatro
Escribió más de 120 obras de teatro. Entre otras:
- Testigo de una pasión (Buenos Aires, 1960).
- Confesión pública. Monólogo satírico en dos actos (Escélicer, Madrid, 1963).
- Logroño no se rinde (Editorial Buscarini, 2021).

### Narrativa
Entre otras obras:
- 1980 Pascasio y Vinagre (reeditado en 2021)
- 1981 Vida y desventura de Tiago Hernáez, finalista Premio de novela Alfaguara en 1972.
- 1975 Ajuste de cuentas (inédita) finalista Premio Nadal.
- 1969 La libertad encadenada, finalista del Premio Lope de Vega en 1969.

### Poesía
Entre otros libros:
- El Cisne del Najerilla
- El llanto de las fuentes (1973)
- Mi sentir y mi canción (1973)
- Mi lanza y mi condena (2006)[9]